# Arroyo del Minero (Arroyo Coladeras)
Der Arroyo del Minero ist ein Fluss in Uruguay.
Er entspringt auf dem Gebiet des Departamento Río Negro südöstlich von Bellaco am Cerro Pelado. Von dort fließt er in südliche Richtung. Er mündet als linksseitiger Nebenfluss in den Arroyo Coladeras.